# Hallsjö kyrkoruin

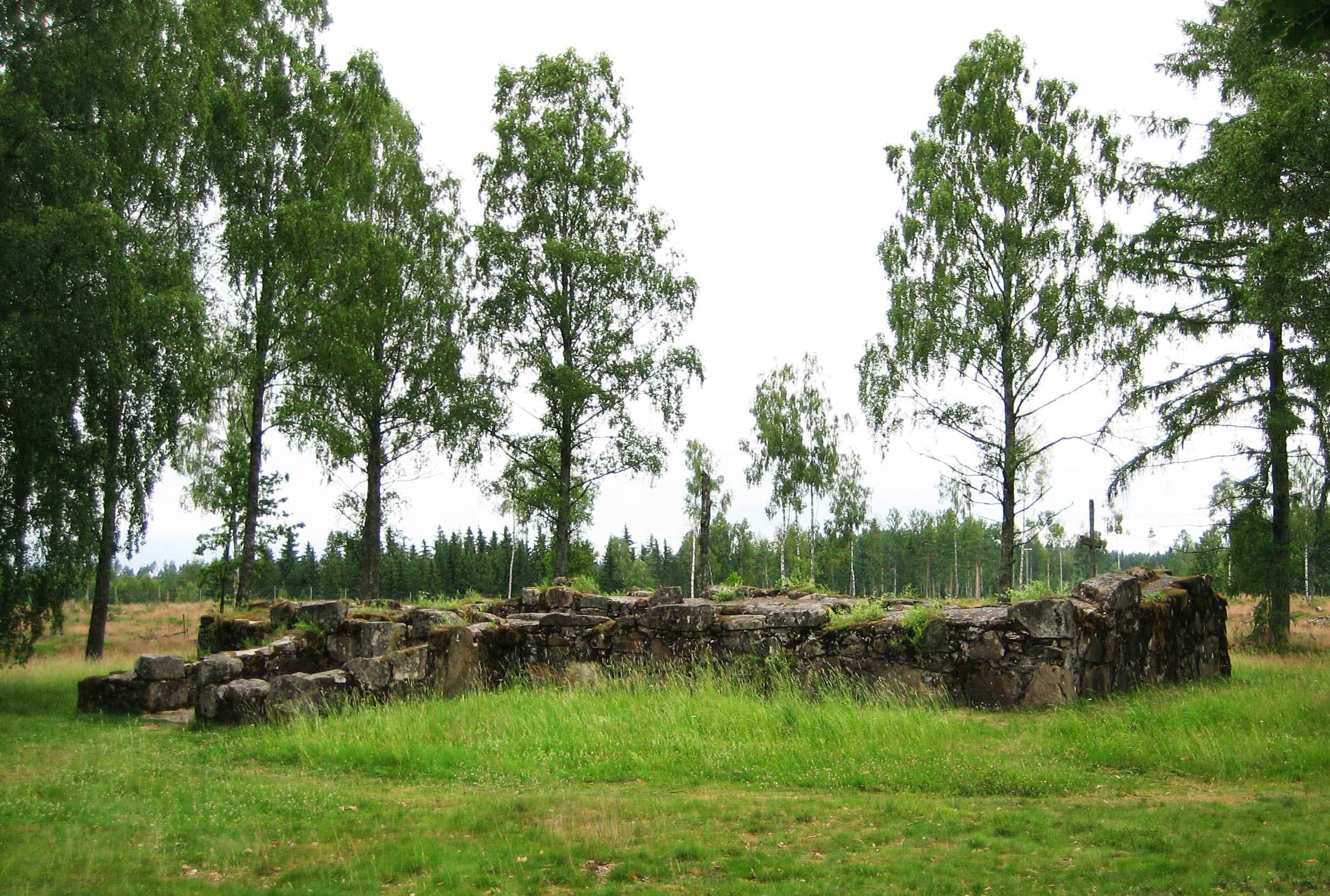
Hallsjö kyrkoruin 2009

Hallsjö kyrkoruin är en ruin av en medeltida kyrkobyggnad i Växjö stift.

## Kyrkan

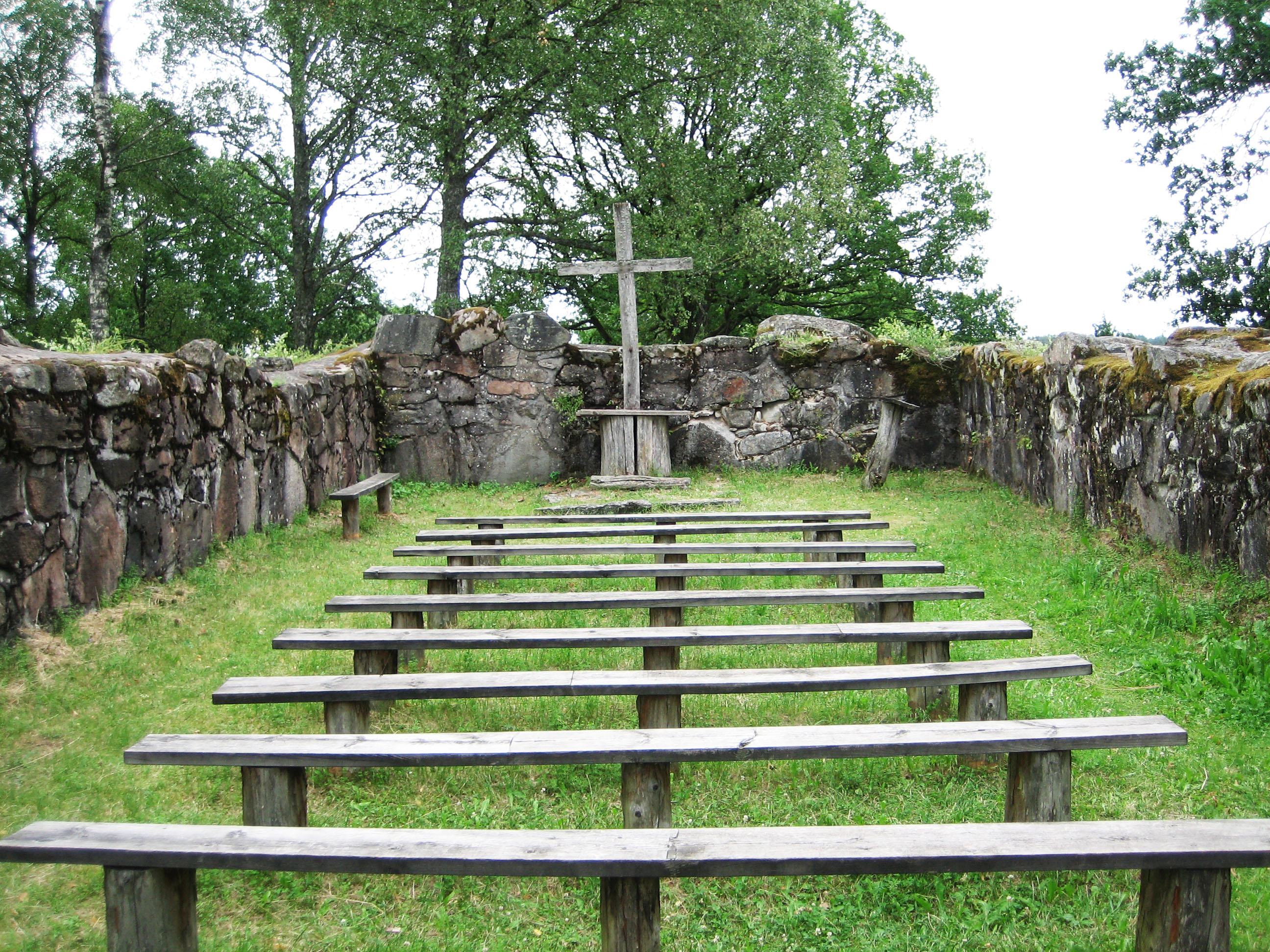
Hallsjö kyrkoruin inifrån.

Föregångaren till dagens kyrkoruin var troligtvis en träkyrka som byggdes under tidig medeltid i närheten av en omfattande hedniskt gravfält som i dag ligger direkt söder om kyrkoruinen. På norra delen av kyrkogården finns också en gravhög. Kyrkan som ersatte träkyrkan var en rektangulär salkyrka av sten och bör ha uppförts under senmedeltiden. Murarna var av vald och kluven marksten med hörn och dörromfattningar av tuktad sten. Vid den södra ingången fanns ett murat vapenhus. Det existerar inga avbildningar av hur kyrkan en gång sett ut. Mitt för kyrkan skall det ha legat en prästgård. Det skall också ha funnits en "helig källa" i kyrkans närhet.
Enligt tradition skall danskar ha demolerat kyrkan under 1560-talet, varpå den övergavs. 
1966 renoverades ruinen, och man hindrade förfallet genom att gjuta betong över de resterande murarna. Man frilade även kyrkans ursprungliga golv. I dag finns det både bänkar, krucifix och altare av trä i ruinen.

## Församling
Hallsjö församling omnämns för första gången 1390 och kyrkan fungerade vid denna tidpunkt som sockenkyrka. Hallsjö socken omfattade Hallsjö och Flattinge byar i Finnveden. Församlingen/socknen uppgick på 1630-talet i Dörarps socken.

## Inventarier
- 1873 hittades en Mariabild från 1100-talet som var av koppar, guld och emalj. Denna bör ha varit en del av medeltidskyrkans processionskrucifix.
- 1759 uppges det att den medeltida dopfunten i Dörarps kyrka tillhört Hallsjö kyrka.
- 1759 uppges det att lillklockan i Dörarps kyrka tillhört Hallsjö kyrka.

## Omgivning

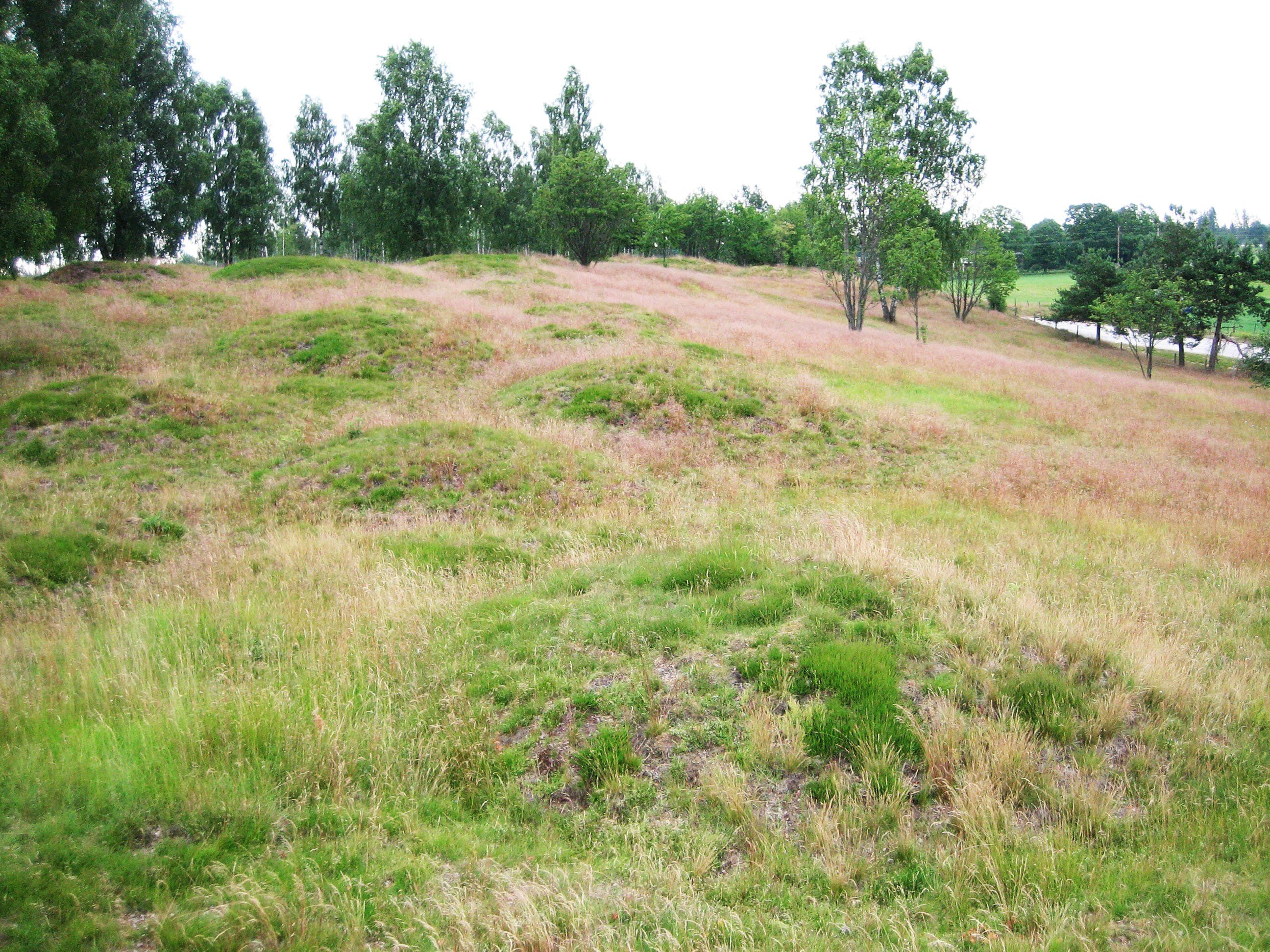
Ett gravfält från järnåldern återfinns direkt söder om kyrkoruinen.

- Söder om kyrkan finns ett stort gravfält från järnåldern.
- Fyra kilometer norr om kyrkan ligger Dörarps kyrka.